# Parc Sempione

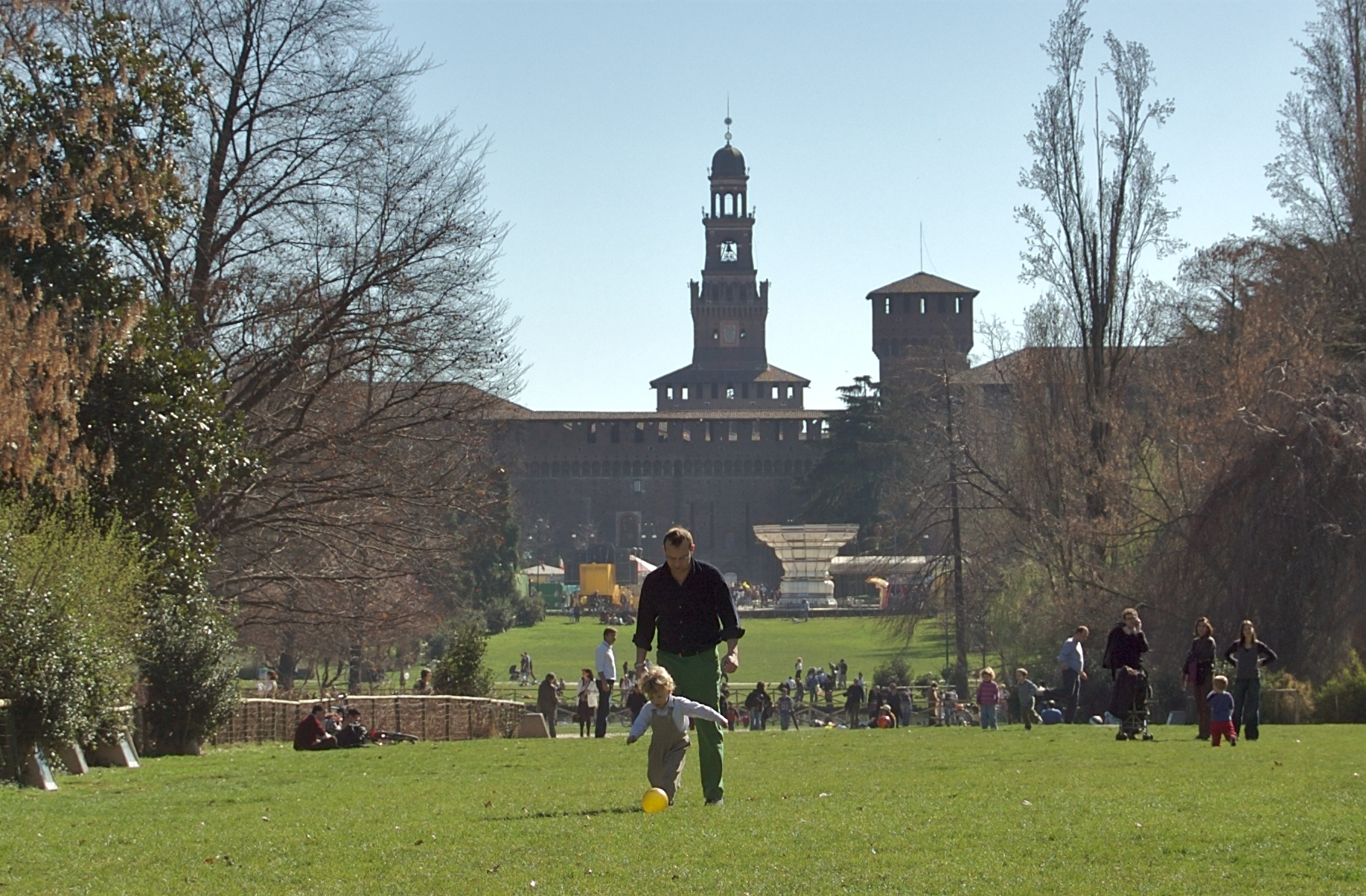
Vista del Parc Sempione amb el Castell Sforzesco al fons

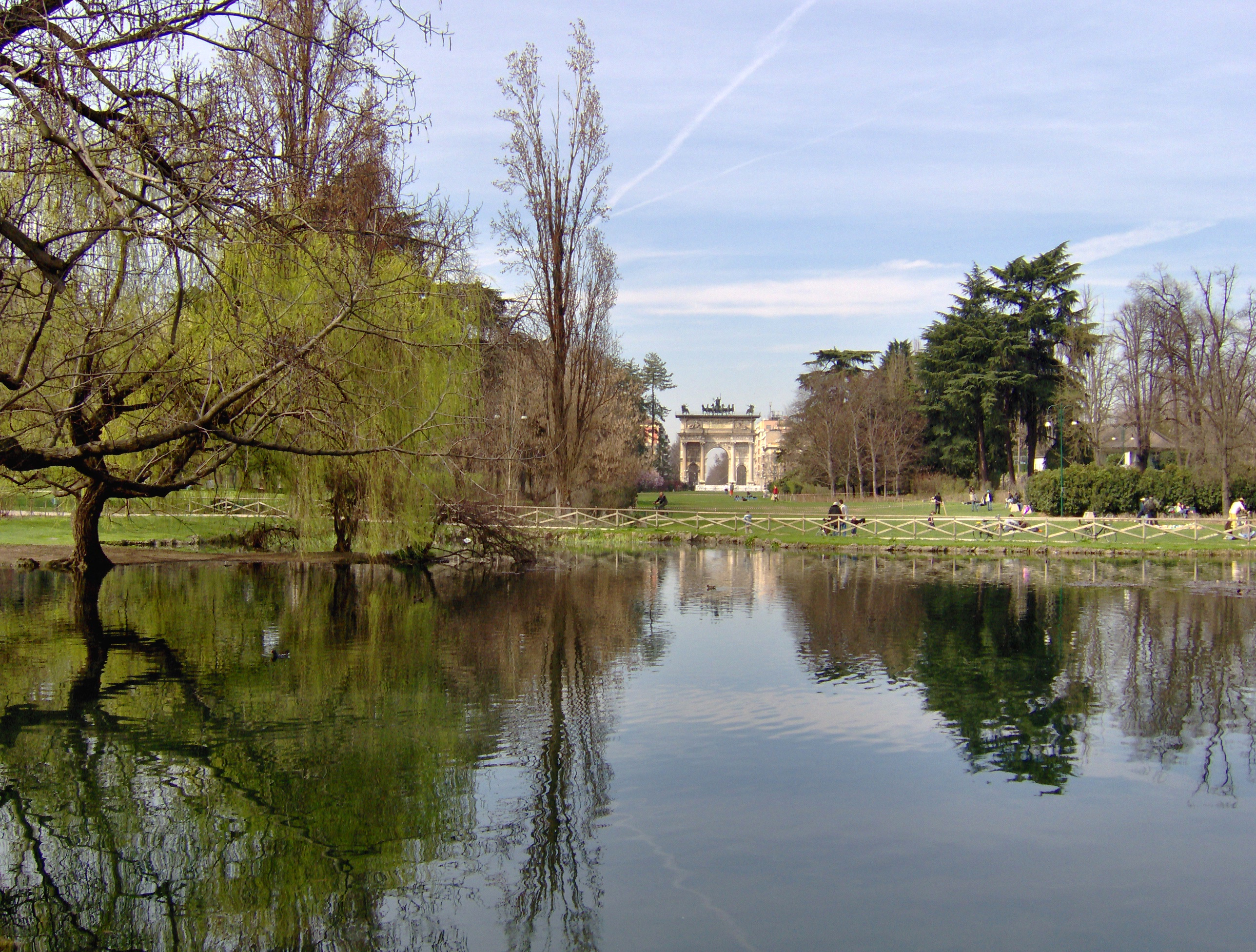

El Parc Sempione (en italià: Parco Sempione) és un espai verd urbà de 386.000 m² que es troba al barri vell de la ciutat de Milà, a Itàlia, al costat del Castell Sforzesco.
El parc va ser construït en el 1890 sobre una antiga plaça que usaven com a formació militar (piazza d'armi). El jardí va prendre aquest nom el 1906, en inaugurar-se el Túnel del Simplon (en italià Sempione). Des del parc surt la carretera que condueix fins a Suïssa i el túnel entre el Piemont i el Cantó del Valais.
El projecte del parc va ser de l'arquitecte italià Emilio Alemagna. A tot el parc hi ha un servei gratuït de comunicació sense fil per a l'accés a Internet gràcies a l'ajuntament de la ciutat de Milà.

## Flora
Al parc hi ha moltíssimes espècies d'arbres de tot el món: grèvol (Ilex aquifolium), catalpa (Catalpa bignonioides), cedre de l'Atles (Cedrus atlantica), cedre de l'Himàlaia (Cedrus deodara), cedre d'encens (Calocedrus decurrens), faig (Fagus sylvatica), pi ploraner de l'Himàlaia (Pinus wallichiana), ginkgo (Ginkgo biloba), castanyer d'Índies (Aesculus hippocastanum), noguera negra (Juglans nigra), pollancre (Populus nigra), àlber (Populus x canadensis), alzina (Quercus ilex), magnòlia (Magnolia grandiflora), vern comú (Alnus glutinosa), paulònia (Paulownia tomentosa), sòfora (Sophora japonica). Hi ha molts exemplars de roure americà (Quercus rubra), teix (Taxus baccata), til·lers (Tília platyphyllos), xiprer dels pantans (Taxodium distichum) i unes espècie d'aurons (Acer negundo, Acer campestre, Acer pseudoplatanus, Acer platanoides i Acer saccharinum).